# Льюїс Тауншип (округ Нортамберленд, Пенсільванія)
Льюїс Тауншип (англ. Lewis Township) — селище (англ. township) в США, в окрузі Нортамберленд штату Пенсільванія. Населення — 1944 особи (2020).

## Демографія
Згідно з переписом 2010 року, у селищі мешкало 1915 осіб у 674 домогосподарствах у складі 541 родини. Було 723 помешкання
Расовий склад населення:
| - 98,8 % — білих - 0,2 % — чорних або афроамериканців - 0,2 % — азіатів |

До двох чи більше рас належало 0,8 %. Частка іспаномовних становила 0,4 % від усіх жителів.
За віковим діапазоном населення розподілялося таким чином: 25,8 % — особи молодші 18 років, 59,1 % — особи у віці 18—64 років, 15,1 % — особи у віці 65 років та старші. Медіана віку мешканця становила 43,2 року. На 100 осіб жіночої статі у селищі припадало 103,9 чоловіків;  на 100 жінок у віці від 18 років та старших — 98,2 чоловіків також старших 18 років.
Середній дохід на одне домашнє господарство  становив 66 824 долари США (медіана — 55 066), а середній дохід на одну сім'ю — 73 423 долари (медіана — 63 098). Медіана доходів становила 41 765 доларів для чоловіків та 32 768 доларів для жінок. За межею бідності перебувало 13,5 % осіб, у тому числі 26,8 % дітей у віці до 18 років та 2,3 % осіб у віці 65 років та старших.
Цивільне працевлаштоване населення становило 927 осіб. Основні галузі зайнятості: освіта, охорона здоров'я та соціальна допомога — 24,9 %, виробництво — 18,2 %, роздрібна торгівля — 11,7 %, будівництво — 9,5 %.